# صموئيل ريتشارد ديفيز
صموئيل ريتشارد ديفيز (بالإنجليزية: Samuel Richard Davies)‏ هو لاعب كرة قدم بريطاني (وحمل سابقاً جنسية المملكة المتحدة لبريطانيا العظمى وأيرلندا) في مركز الهجوم، ولد في 9 نوفمبر 1867 في مانشستر في المملكة المتحدة، وتوفي في 17 فبراير 1907 في إيطاليا. لعب مع إيه سي ميلان وإنترناسيونال تورينو.